# サンタディ
サンタディ（イタリア語: Santadi）は、イタリア共和国サルデーニャ州南サルデーニャ県にある、人口約3,300人の基礎自治体（コムーネ）。

## 地理

### 位置・広がり

#### 隣接コムーネ
隣接するコムーネは以下の通り。括弧内のCAはカリャリ県所属を示す。
- アッセーミニ (CA)
- ドームス・デ・マリーア
- ヌージス
- ピシーナス
- プーラ (CA)
- テウラーダ
- ヴィッラ・サン・ピエトロ (CA)
- ヴィッラペルッチョ

## 行政

### 分離集落
サンタディには、以下の分離集落（フラツィオーネ）がある。
- Santadi Basso, Barrua, Barrancu Mannu, Su Benatzu, Pantaleo, Is Cattas, Terresoli